# Beatrix II. (Burgund)
Beatrix von Burgund (auch Beatrix von Staufen) (* um 1193; † 7. Mai 1231) war Erbin der Pfalzgrafschaft Burgund. Sie war mit Otto VII. von Meranien († 1234) verheiratet.

## Leben
Sie entstammte dem Geschlecht der Staufer und war Tochter des Pfalzgrafen Otto I. von Burgund und der Margarete von Blois-Champagne. Sie war damit unter anderem Enkelin von Friedrich Barbarossa und Nichte von Philipp von Schwaben.
Sie war Erbin der Pfalzgrafschaft. Für sie übte zunächst ihre Mutter die eigentliche Herrschaft aus. Unklar ist, ob nach dem Tod des Vaters 1200 zunächst eine Schwester mit Namen Johanna bis etwa 1205 das Erbe übernahm, oder ob die Namen Beatrix und Johanna eine Person bezeichneten.
Sie heiratete am 21. Juni 1208 Otto Herzog von Meranien. Damit kam es zu einer ehelichen Verbindung der Staufer mit dem diesen ergebenen Haus Andechs. Am Tag der Hochzeit oder der Brautübergabe von Beatrix kam es in Bamberg zur Ermordung Philipps von Schwaben durch Otto von Wittelsbach.
Beatrix wurde wie ihr Mann im Kloster Langheim begraben.

## Nachkommen
Zusammen mit ihrem Mann hatte sie sechs Nachkommen.
- Otto VIII. von Meranien, Pfalzgraf von Burgund und Herzog von Meranien († 1248)
- Agnes († 1263) heiratete in erster Ehe Friedrich II. von Österreich und in zweiter Ehe Ulrich III. von Kärnten
- Beatrix († nach 1265) heiratete Hermann II. von Weimar-Orlamünde
- Margareta († 1271) heiratete in erster Ehe Přemysl von Mähren und in zweiter Ehe Friedrich I. von Truhendingen
- Alix oder Adelheid († 1279) heiratete in erster Ehe Hugo von Chalon und in zweiter Ehe Philipp von Savoyen
- Elisabeth († 1272) heiratete Friedrich III. von Nürnberg